# Émile Genest
Émile Genest est un acteur québécois, né le 27 juillet 1921 à Québec (Canada) et mort le 19 mars 2003 à Hallandale Beach (États-Unis) à l'âge de 81 ans. Il est le père de Claude Genest.

## Biographie
Après avoir servi dans la Marine royale canadienne lors de la Deuxième Guerre mondiale, il fait un peu de radio à Québec, avant d'obtenir un emploi à la radio de Radio-Canada à Montréal, où s'offre la possibilité de devenir commentateur sportif, dans les deux langues officielles. Il était un des analystes de hockey de La ligue du vieux poêle qui était diffusée entre les périodes des matchs de La soirée du hockey et a agit comme annonceur maison au Forum de Montréal lors des matchs des Canadiens de Montréal. Il aurait, selon certains témoignages, alimenté la frustration populaire par ses paroles à la radio, en 1955, lors de l'émeute historique qui suivit la suspension de Maurice Richard à trois parties des éliminatoires au cours desquelles les Canadiens de Montréal se battaient pour la première place dans la Ligue nationale de hockey. Niant l'impact de son rôle dans cet événement, il choisit par la suite de se faire acteur.
En 1952, il décroche le rôle de Napoléon, l'aîné de la famille Plouffe, qu'il interprète d'abord à la radio, puis à la télévision dans la série La famille Plouffe. En 1957 il décroche un rôle dans La pension Velder, qui raconte la vie quotidienne d'une famille ouvrière de Québec, au lendemain de la Deuxième Guerre mondiale.
Au tournant des années 1960, il amorce une suite d'engagements comme acteur dans des films américains, dont plusieurs pour la maison de production Walt Disney: après avoir tenu l'un des rôles principaux dans Nikki, Wild Dog of the North (1961), dont le tournage a lieu dans les Rocheuses, il décide de s'installer à Los Angeles où il demeurera jusqu'à la fin de la décennie. Il sera des distributions de films tels que The Incredible Journey (1963), The Cincinnati Kid (1965), The King's Pirate (1967), In Enemy Country (1968) et Don't Just Stand There (1968). L'acteur apparaît également comme artiste invité dans plusieurs séries télévisées comme Gunsmoke, Route 66, Ironside, Daniel Boone, Perry Mason, The Fugitive, The Virginian et Mission Impossible. De retour au Québec, Émile Genest participe à quelques téléromans , dont Le Paradis terrestre (1968-1972), Dominique (1977-1979), Les As (1977-1978) et Monsieur le ministre (1982-1986). Il joue aussi dans un film de Claude Lelouch, À nous deux, en 1979. Il a aussi été animateur de radio pour la station de radio CJMS de Montréal.
Fédéraliste convaincu, membre fondateur du Conseil de l'unité canadienne, il adhère au Comité des québécois pour le NON et est un des rares membres de la communauté artistique à y militer lors du premier référendum sur la souveraineté du Québec, en 1980. Il accepte l'année suivante le rôle du père, Théophile Plouffe, nationaliste québécois avant l'heure, qui refuse de voir ses fils aller se faire tuer à la guerre pour le compte des « Anglais» dans le film Les Plouffe de Gilles Carle. De 1988 à 1991 il est délégué général du Québec à Los Angeles. Il participe encore par la suite à quelques séries télévisées, dont Virginie et Urgence.
Il a été le sujet d'une biographie, Émile Genest, 50 ans de vie artistique, parue en 1987 (Éditions de l'Époque).

## Filmographie

### Cinéma
- 1960 : Walk Down Any Street
- 1961 : Lord Durham : Louis Gauvreau
- 1961 : Nomades du Nord (Nikki, Wild Dog of the North) : Jacques Lebeau
- 1962 : Compagnon d'aventure (Big Red) : Emile Fornet
- 1963 : Massacre pour un fauve  (Rampage) : Schelling
- 1963 : L'Incroyable Randonnée (The Incredible Journey) : John Longridge
- 1965 : Gare à la peinture (The Art of Love) : Cesar (non crédité)
- 1965 : Le Kid de Cincinnati (The Cincinnati Kid) : Cajun
- 1967 : Le Pirate du roi (The King's Pirate) : Captain Mission
- 1968 : En pays ennemi : Gen. Grieux
- 1968 : Tous les héros sont morts (The Hell with Heroes) de Joseph Sargent : Insp. Bouchard
- 1968 : Don't Just Stand There : Henri

- 1973 : Kamouraska : Aubergiste
- 1979 : À nous deux : Le chef de police américain
- 1981 : Les Plouffe : Théophile, le père Plouffe
- 1996 : Frankenstein and Me : juge Ewing
- 2000 : A Day In a Life : George (son dernier rôle)

### Télévision
- 1953 : La Famille Plouffe: Napoléon Plouffe
- 1957 - 1961 : La Pension Velder: Rodolphe Leduc
- 1959 : CF-RCK : Inspecteur Taupin
- 1962 : Combat ! Saison 1 épisode: "Any Second Now" : Émile le barman
- 1966 : The Rat Patrol, saison 1, épisode Le Phare : Marius le gardien du phare
- 1967 : The Scorpio Letters : Garin
- 1967 - 1968 : Mission impossible : Dr Kronen et Technicien
- 1968 : Istanbul Express (de) : Henri, the Conductor
- 1968 : Le Paradis terrestre : Roger Masson
- 1977 : Les As : Wilfrid Paquette
- 1977 : Kit Carson and the Mountain Men : Basil LeJeunesse
- 1977:  Separation:  Joseph Roussel
- 1985 : Monsieur le ministre: Charles Rougier
- 1989 : Mont-Royal : Vincent Valeur
- 1993 : Au nom du père et du fils : Monsieur Lafresnière
- 1996 : Virginie : Jules Langlois (1996-1998)
- 1996 : Urgence: (1996)

## Hommages
La rue Émile-Genest a été nommée en son honneur dans la ville de Québec en 2006.